# Lee Hyun-ju
Lee Hyun-ju (* 7. Februar 2003 in Ansan) ist ein südkoreanischer Fußballspieler, der aktuell beim FC Arouca unter Vertrag steht.

## Karriere

### Verein
Der Hyunju Lee genannte Spieler erhielt seine fußballerische Ausbildung nach Jugendjahren bei dem Tree Mers FC in Ansan und ab 2015 im Nachwuchs des südkoreanischen Spitzenvereins Pohang Steelers. Von der U14 an lief er zudem für die U-Nationalteams seines Heimatlandes auf.
Im Januar 2022 kam er aus Südkorea nach Deutschland. Er wurde Spieler der zweiten Mannschaft des FC Bayern München und absolvierte in der Regionalliga Bayern 26 Spiele, in denen er 10 Tore erzielte. In der Saison 2023/24 wurde er an den SV Wehen Wiesbaden ausgeliehen und spielte in der 2. Bundesliga (28 Spiele / 4 Tore). Nach dem Abstieg verlieh ihn Bayern München für ein Jahr an Hannover 96; so blieb er in der 2. Bundesliga.
Im Sommer 2025 verließ Hyunju Lee den FC Bayern München endgültig und wechselte nach Portugal zum FC Arouca.

### Nationalmannschaft
Er ist aktuell Teil der U23-Nationalmannschaft Südkoreas. Insgesamt absolvierte er (Stand 11. Juli 2024) 14 Juniorenländerspiele, in denen er sieben Tore erzielte.